# Новопокровка (Ленинск-Кузнецкий район)
Новопокро́вка — деревня в Ленинск-Кузнецком районе Кемеровской области. Входит в состав Демьяновского сельского поселения.

## География
Деревня расположена в верховье реки Правый Уроп (бассейн Ини, примерно в 20 км восточнее райцентра Ленинск-Кузнецкий, там же ближайшая железнодорожная станция.
Центральная часть населённого пункта находится на высоте 280 метров над уровнем моря.

## Население
По данным Всероссийской переписи населения 2010 года, в деревне Новопокровка проживает 177 человек (92 мужчины, 85 женщин).

## Улицы
В деревне 3 улицы и переулок:
- ул. Береговая
- ул. Новая
- ул. Центральная
- пер. Школьный[6]